# Kunětická hora
Kunětická hora (neoficiálně nazývaná Kuňka) je osamocený výrazný vrch (315 m n. m.) ležící pět kilometrů na severoseverovýchod od centra Pardubic, v katastrálním území obce Ráby. Spolu s hradem na vrcholu tvoří dominantu Polabí. Hora je z jedné strany poznamenána těžbou trachybazaltu, která zde skončila v roce 1920. Z vrcholu je výhled do okolí a za příznivých podmínek je možné vidět i vrcholky Krkonoš. Je to nejvyšší bod Kunětické kotliny.
Severní a jihovýchodní úbočí vrchu a vrchol jsou od roku 2014 chráněné jako přírodní památka s rozlohou 27,25 hektarů. Důvodem zřízení chráněného území je ochrana saproxylického hmyzu, savců a ptáků vázaných na porosty starých doupných stromů a dále zvláště chráněných druhů živočichů a rostlin vázaných na skalní útvary, suché trávníky a staré sady. Téměř totožnou plochu zabírá stejnojmenná evropsky významná lokalita, která byla vyhlášena za účelem ochrany silně ohroženého páchníka hnědého (Osmoderma eremita). O oblast pečuje Krajský úřad Pardubického kraje.

## Historie
V okolí osamělé zvonovité hory vulkanického původu, převyšující úrodnou nížinu o cca 80 m, se podle četných archeologických nálezů usazoval člověk od neolitu. Kámen, který se zde nacházel, byl v období laténské kultury používán k výrobě rotačních mlýnků. Na přelomu třináctého a čtrnáctého století byl na vrcholu vybudován hrad, který brzy zanikl. Na jeho místě nechal v roce 1421 Diviš Bořek z Miletínka postavit hrad Kunětická hora.

## Geomorfologické zařazení
Geomorfologicky Kunětická hora náleží do subprovincie Česká tabule, oblasti Východočeská tabule, celku Východolabská tabule, podcelku Pardubická kotlina, okrsku Kunětická kotlina a podokrsku Sršská plošina, jejíž je samostatnou geomorfologickou částí.